# Silameghavama
Silameghavama fou rei d'Anuradhapura (Sri Lanka) del 614 al 623. Era un noble fill del comandant en cap de les forces de Sangha Tissa II i quan el seu pare va trair al rei fou nomenat raja de Malaya Rata per Moggallana III; el seu pare fou aviat acusat de traïció al nou rei i se li van tallar les mans i els peus, però el seu fill va poder fugir a Malaya Rata on el pare ja havia aconseguit establir una base de poder. Fou ben rebut i en una campanya afortunada, aliat a Jettha Tissa, un fill de Sangha Tissa II que estava també refugiat a Malaya Rata, va poder derrotar a Moggallana III i es va proclamar rei.
Durant el seu regnat un cap de nom Sirinaga, que era oncle de Jettha Tissa, va intentar apoderar-se del poder amb el suport d'un exèrcit de mercenaris reclutat a l'Índia; va desembarcar al nord però fou derrotat i mor per les forces reials i els que no van morir foren fets presoners i enviats com esclaus als diversos temples de l'illa. Es creu que aquests presoners són els avantpassats dels membres de la moderna casta inferior dels rodi o rodiyes
Al principi del regnat l'illa fou afectada per la fam i el rei s'hauria dedicat personalment a alleujar els patiments dels més pobres.
El llibre xinès Sui-shoo, que relata la història de la dinastia Sui, explica que el 607 el rei de Ceilan va enviar al braman Kew-mo-lo amb trenta vaixells a l'encontre dels vaixells que portaven una ambaixada de la Xina, el que indica que la marina de l'illa establerta per Moggallana I a finals del segle V continuava existint i s'hauria mantingut a través dels diversos reis. El mateix llibre esmenta que el 607 una ambaixada xinesa a Ceilan fou encomanada a Chang 
Tsuen, " Director de les Terres Militars".
Silameghavama va intentar reformar els monjos de la fraternitat d'Abhayagiri que havien adquirit algunes practiques considerades inadequades; en el curs d'això va ofendre els desitjos de la fraternitat del Gran Temple (Maha Vihara) als que va obligar a observar la cerimònia al Uposatha conjuntament les dues fraternitats. Va refusar penedir-se i es va dirigir a Ruhunu on va caure malalt i va morir en el novè any de regnat.
El va succeir el seu fill Aggabodhi III (Sirisanghabodhi).